# Station Mosina Pożegowo
Station Mosina Pożegowo is een spoorwegstation in de Poolse plaats Mosina.